# Colonoscopie

Afbeelding van een coloscopie

Een coloscopie of colonoscopie  is een endoscopisch onderzoek van de dikke darm. Het is een onderzoek dat meestal plaatsvindt op de endoscopieafdeling van een ziekenhuis. Het onderzoek wordt uitgevoerd door een internist, meestal een gastro-enteroloog.

## Indicaties
Voorbeelden van indicaties voor een colonoscopie zijn:
- recidiverende obstipatieklachten na al eerder hiervoor behandeld te zijn
- overmatig rectaal bloedverlies
- recidiverende darmklachten na al eerder hiervoor behandeld te zijn zoals buikpijn, afwijkende ontlasting, darmkrampen e.d.
- screening darmkanker: deze kanker ontwikkelt zich bijna altijd uit poliepen. Dit zijn abnormale aanhangsels van de darmwand. Deze poliepen kunnen vroegtijdig weggehaald worden tijdens een colonoscopie.

## Voorbereiding
De precieze voorbereiding van een colonoscopie kan per instelling verschillen, maar in hoofdlijnen is deze vrijwel overal hetzelfde.

### Twee dagen voor het onderzoek
Twee dagen voor het onderzoek dient de patiënt laxerende medicatie in te nemen zoals bisacodyl en magnesiumsulfaat. Patiënten met een bepaalde darmaandoening krijgen soms andere medicatie.

### Eén dag voor het onderzoek
De dag voor de colonoscopie moet de patiënt beginnen met het drinken van een zeer sterk laxerende drank, waarin macrogol en elektrolyten zitten. Meestal wordt dit middel onder de merknaam Klean Prep of Moviprep aangeboden. Deze laxeermiddelen dienen verspreid over de dag, opgelost in veel water, te worden opgedronken, totdat de 'ontlasting' nog slechts uit water bestaat. Tevens mag de patiënt die dag bepaalde voedingsmiddelen en dranken niet meer nuttigen.

### Dag van het onderzoek
De dag van het onderzoek zelf mag de patiënt in het geheel niet meer eten. In sommige gevallen mag er nog wel tot een paar uur voor het onderzoek wat water worden gedronken.

### Maagsonde
Bij sommige patiënten lukt de voorbereiding niet of slechts gedeeltelijk en dan wordt er soms gekozen voor het inbrengen van een maagsonde. Dit kan bijvoorbeeld komen doordat de patiënt moet braken van het laxeermiddel. Veel patiënten ervaren het gebruik van de Klean Prep daarnaast als onprettig vanwege de citroen-achtige smaak. Maar ook patiënten met decompensatio cordis hebben meestal een vochtbeperking en kunnen niet zoveel water verdragen. Er wordt dan gekozen voor een maagsonde, waardoor er minder water hoeft te worden ingenomen. Het inbrengen van een maagsonde wordt uitgevoerd door een verpleegkundige.

## Uitvoering
De colonoscoop is een sonde met een camera en een lampje. Verder wordt door de colonoscoop lucht in de darm geblazen. Aan de colonoscoop zit ook een lusje, gelijkend op een lasso, waarmee een darmpoliep kan worden verwijderd.
In de scopiekamer, op de endoscopieafdeling waar het onderzoek plaatsvindt, gaat de patiënt op de onderzoekstafel liggen. De patiënt krijgt, indien gewenst, van de endoscopieverpleegkundige een sterk rustgevend middel toegediend, midazolam, via een venflon of via een intraveneuze injectie. Dit wordt gedaan omdat het onderzoek pijnlijk zou kunnen zijn. Vervolgens brengt de arts de colonoscoop via de anus in de endeldarm, waarna hij de dikke darm van binnen kan onderzoeken op eventuele afwijkingen. Daarnaast kunnen er eventueel noodzakelijke behandelingen via de colonoscoop uitgevoerd worden, zoals het verwijderen van poliepen. Een poliep wordt opgevangen en naar een onderzoekslaoratorium gebracht. 
Ten aanzien van het toedienen van rustgevende en pijnstillende middelen geldt dat het onderzoek in de regel als gevoeliger kan worden ervaren door vrouwen dan door mannen vanwege de ligging van organen in de buikholte. In de praktijk kan de patiënt bij de voorbereiding op het onderzoek na het inbrengen van de infuusnaald, ook kiezen om pas tijdens het onderzoek te verzoeken om een rustgevend of pijnbestrijdend middel.  

## Nazorg
Indien sprake is geweest van sedatie (verdoving/pijnstilling) tijdens het onderzoek wordt de patiënt na het onderzoek naar de uitslaapkamer gebracht. Indien de patiënt weer redelijk bij kennis is dan mag hij vertrekken en ook weer eten en drinken. In de meeste landen is het verboden om binnen een aantal uren na een colonoscopie een gemotoriseerd voertuig of werktuig te besturen of bedienen, omdat het toegediend gekregen midazolam nog niet geheel kan zijn uitgewerkt. Ook het nemen van belangrijke (financiële) beslissingen op deze dag wordt afgeraden.

## Risico's en complicaties
Een colonoscopie is een veilige procedure en complicaties zijn zeldzaam. Toch dient er rekening gehouden worden met de volgende mogelijke complicaties:
- Perforatie van de darm: het risico hierop is 0,2 tot 0,4% na een gewone colonoscopie en 0,3 tot 1,0% na het wegnemen van poliepen. Een grote perforatie, die zichtbaar is door de colonoscoop, is een indicatie voor een spoedoperatie. Bij minder grote letsels, die initieel vaak onopgemerkt blijven, kunnen ernstige abdominale pijn en opzetting van het abdomen de eerste tekenen zijn. Ernstige infectie en peritonitis kunnen volgen.
- Bloedingen: in ongeveer 0,1% van de gevallen zullen er bloedingen optreden die zowel onmiddellijk als uitgesteld kunnen voorkomen. De meeste bloedingen stoppen spontaan maar in bepaalde gevallen is verdere behandeling noodzakelijk.
- Scheuring van de milt en darmobstructie zijn zeer zeldzame complicaties tijdens een colonoscopie.
- In ongeveer 0,5% van de onderzoeken komen ernstige complicaties voor door de gebruikte medicatie tijdens een colonoscopie.